# Wolfgang Scheidel
Wolfgang Scheidel   (Erfurt, 1 de març de 1943) és un corredor de luge alemany, ja retirat, que va competir sota bandera de la República Democràtica Alemanya durant les dècades de 1960 i 1970.
El 1968 va prendre part en els Jocs Olímpics d'Hivern de Grenoble, on fou desqualificat en la prova individual del programa de luge. Quatre anys més tard, als Jocs de Sapporo, guanyà la medalla d'or en la prova individual de luge.
En el seu palmarès també destaquen una medalla d'or i dues de bronze al Campionat del món de luge i dues plates al Campionat d'Europa.